# 제4차 마케도니아 전쟁
제4차 마케도니아 전쟁(이탈리아어: Quattro guerra macedonica, 영어: Fourth Macedonian War
)은 기원전 148년에 로마 공화정과 마케도니아 사이에 벌어진 마케도니아 전쟁의 네 번째에 해당하는 전쟁이다. 마케도니아와의 전투에서 승리한 로마는 마케도니아 전역을 로마의 속주(마케도니아 속주)로 만들었다.

## 개요
제3차 마케도니아 전쟁(기원전 168년)의 결과 안티고노스 왕조가 지배하는 마케도니아 왕국은 소멸하고, 마케도니아는 4개의 자치령으로 분할되었다.
그로부터 약 20년 후인 기원전 149년 안티고노스 왕조의 마지막 왕 페르세우스의 아들 필리포스라고 칭했던 안드리스쿠스가 마케도니아를 자칭하며 로마에서의 자립을 선언했다. 개전 직후 일부 성공을 거뒀지만, 기원전 148년에 들어 로마에서 파견된 퀸투스 카아이킬리우스 메텔루스가 〈제2차 피드나 전투〉에서 안드리스쿠스가 이끄는 마케도니아 군을 격파하고 안드리스쿠스는 로마군에 끌려갔다. 또한, 이 전투는 전사에서 팔랑크스가 사용된 마지막 전투로 알려져 있다. 퀸투스 카아이킬리우스 메텔루스는 이 공적으로 ‘마케도니쿠스’의 존칭을 얻었다.
전쟁에서 2년 후인 기원전 146년 마케도니아는 로마 속주가 되었다.
또한 같은 해 기원전 146년에 로마 군은 2개의 도시 국가와의 전투에서 승리를 거두었다. 즉, 스키피오 아이밀리아누스가 이끄는 로마군이 카르타고를, 루키우스 뭄미우스가 이끄는 로마 군이 코린토스를 각각 파괴한 것이다.

## 같이 보기
- 디오도로스 시켈로스
- 폴리비오스
- 티투스 리비우스
- 디오 카시우스